# Vjacseszlav Dmitrijevics Zudov
Vjacseszlav Dmitrijevics Zudov (orosz: Вячесла́в Дми́триевич Зу́дов) (Bor, 1942. január 8. – 2024. június 12.) szovjet űrhajós.

## Életpálya
1960-ban végezte el a középiskolát, majd jelentkezett a hadsereg balasovi repülő-főiskolájára. Szállító-repülőgép vezetőként végzett, 1963-tól repülőtiszt. 
1965. október 23-tól részesült űrhajóskiképzésben. 2 napot és 6 percet töltött a világűrben. 1979-ben elvégezte a Gagarin Repülő Akadémiát. 1987. május 14-én köszönt el az űrhajósok családjától. 
Kereskedelmi tudósként vámügyekben dolgozott.

## Űrrepülések
1974-ben Szojuz–15 űrhajó mentő személyzetének parancsnoka. Az űrhajó szállította a második legénységet a Szaljut–3 űrállomásra.
1976-ban Szojuz–21 űrhajó tartalék személyzetének parancsnoka. Az űrhajó az első űrhajósokat szállította a Szaljut–5 űrállomásra.
1976-ban Szojuz–23 űrhajó parancsnoka. Az űrhajó sikertelenül dokkolt a Szaljut–5 űrállomással. Az űrhajó rövid működési képessége miatt azonnal visszatértek a Földre.
1981-ben Szojuz T–4 űrhajó tartalék személyzetének parancsnoka. Az űrhajó a 14. repülés volt a Szaljut–6 űrállomásra.
Bélyegen is megörökítették az űrrepülését.

## Kitüntetések
Megkapta a Szovjetunió Hőse kitüntetést és a Lenin-rendet.